# Dodge (Dakota Północna)

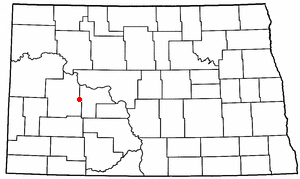
Miasto Dodge w stanie Dakota Północna

Dodge – miasto w stanie Dakota Północna w hrabstwie Dunn w Stanach Zjednoczonych.
- Powierzchnia: 1,2 km²
- Ludność: 125 (2000)